# Saint-Clément-de-Rivière
Saint-Clément-de-Rivière är en kommun i departementet Hérault i regionen Occitanien i södra Frankrike. Kommunen ligger i kantonen Les Matelles som tillhör arrondissementet Montpellier. År 2022 hade Saint-Clément-de-Rivière 5 140 invånare.

## Befolkningsutveckling
Antalet invånare i kommunen Saint-Clément-de-Rivière
Referens:INSEE